# 保义镇
保义镇，是中华人民共和国安徽省六安市寿县下辖的一个乡镇级行政单位。

## 行政区划
保义镇下辖以下地区：
保义街道社区、金祠村、陈庙村、塘郢村、大林村、朱楼村、桃园村、后楼村、开荒村、董郢村、张罗村、东楼村、张祠村和保义村。